# Johan Svanberg
Johan Frithiof Isidor « John » Svanberg (né le 1er mai 1881 à Stockholm et décédé le 11 septembre 1957 aux États-Unis) est un athlète suédois qui a émigré ensuite aux États-Unis spécialiste du fond. Affilié au Fredrikshofs IF, il mesurait 1,68 m pour 59 kg.

## Biographie

### Palmarès
| Date | Compétition                | Lieu    | Résultat | Épreuve  | Performance       |
| ---- | -------------------------- | ------- | -------- | -------- | ----------------- |
| 1906 | Jeux olympiques intercalés | Athènes | 2e       | 5 miles  | 26 min 19 s 4     |
| 1906 | Jeux olympiques intercalés | Athènes | 2e       | Marathon | 2 h 58 min 21 s   |
| 1908 | Jeux olympiques d'été      | Londres | 3e       | 5 miles  | 25 min 37 s 2     |
| 1908 | Jeux olympiques d'été      | Londres | 8e       | Marathon | 3 h 07 min 50 s 8 |

### Records
| Épreuve  | Performance     | Lieu    | Date |
| -------- | --------------- | ------- | ---- |
| 5 miles  | 24 min 47 s 6   |         | 1907 |
| Marathon | 2 h 58 min 21 s | Athènes | 1906 |